# Élections législatives italiennes de 1861
Les élections législatives italiennes de 1861 ont lieu le 27 janvier (1er tour) et le 3 février (2d tour). Après ces élections, le 17 mars 1861 a lieu la proclamation du royaume d'Italie.

## Présentation
Les élections de 1861 se sont déroulés d'après la base de la loi électorale du royaume de Sardaigne en 1848, celle-ci accordait le droit de vote à tous les hommes de plus de 25 ans et alphabètes et payant un certain montant d'impôts et de taxes (40 lires par an, sauf exceptions pour les résidents de certains territoires ou pour les catégories professionnelles). Il y avait par conséquent 418 696 personnes autorisées à voter sur les 22 millions d’habitants de l'époque.
Le système électoral était un scrutin majoritaire uninominal à deux tours (443 circonscriptions) : les candidats qui obtenaient plus de 50 % des suffrages et au moins un tiers des voix des personnes ayant le droit de vote étaient élus au premier tour, à défaut un second tour était organisé. 
Ces élections législatives ouvriront la VIIIe législature du Royaume d'Italie et les gouvernements successifs de Cavour I, Ricasoli I, Rattazzi I, Farini, Minghetti I et La Marmora I.

## Partis et chefs de file
| Parti | Parti                     | Idéologie                   | Chef de file     |
| ----- | ------------------------- | --------------------------- | ---------------- |
|       | Droite historique         | Conservatisme, Monarchisme  | Camillo Cavour   |
|       | Gauche historique         | Libéralisme, Centrisme      | Urbano Rattazzi  |
|       | Extrême gauche historique | Radicalisme, Républicanisme | Giuseppe Mazzini |

## Résultats
Sur les 418 696 personnes pouvant voter, il a été comptabilisé 239 583 votants, c'est la Droite historique (dirigé par Camillo Cavour) qui remporta les élections en remportant 342 sièges sur les 443 à la chambre des députés.
|        |                   |         |      |        |  |  |  |  |  |  |  |  |  |  |
| Partis | Partis            | Votes   | %    | Sièges |  |  |  |  |  |  |  |  |  |  |
|        | Droite historique | 110 448 | 46,1 | 342    |  |  |  |  |  |  |  |  |  |  |
|        | Gauche historique | 48 875  | 20,4 | 62     |  |  |  |  |  |  |  |  |  |  |
|        | Parti d'action    | 5 510   | 2,3  | 14     |  |  |  |  |  |  |  |  |  |  |
|        | Indépendants      | 9 344   | 3,9  | 23     |  |  |  |  |  |  |  |  |  |  |
|        | Autres            | 65 406  | 27,3 | 2      |  |  |  |  |  |  |  |  |  |  |
|        |                   |         |      |        |  |  |  |  |  |  |  |  |  |  |
| Total  | Total             | 239 583 | 100  | 443    |  |  |  |  |  |  |  |  |  |  |

## Crédit d'auteurs
- (it) Cet article est partiellement ou en totalité issu de l’article de Wikipédia en italien intitulé « Elezioni politiche italiane del 1861 » (voir la liste des auteurs).